# Wargakerta
Wargakerta is een bestuurslaag in het regentschap Tasikmalaya van de provincie West-Java, Indonesië. Wargakerta telt 5817 inwoners (volkstelling 2010).